# Cleveland Stadium
Le Cleveland Municipal Stadium (aussi appelé Lakefront Stadium ou Cleveland Stadium) était principalement un stade de baseball et de football américain localisé à Cleveland. Il disposait d'environ 80 000 places lors de son inauguration en 1932. Durant ses dernières années de service, il pouvait accueillir 74 000 spectateurs pour les rencontres de baseball et 78 000 pour celles de football américain.
Les principaux utilisateurs de cette enceinte furent la franchise de MLB des Cleveland Indians et les Cleveland Browns de la NFL. Le Cleveland Municipal Stadium a également accueilli les éditions 1935, 1954, 1963 et 1981 du All-Star Game de la MLB.

## Histoire
Inauguré le 1er juillet 1931, ce stade propriété de la ville de Cleveland est rasé le 4 novembre 1996. Le Cleveland Browns Stadium, inauguré en 1999, se trouve actuellement sur ce site. Les Cleveland Indians se sont installés au Jacobs Field à partir de 1994.

## Évènements
- World Series, 1948 et 1954
- Match des étoiles de la ligue majeure de baseball, 8 juillet 1935
- Match des étoiles de la ligue majeure de baseball, 13 juillet 1954
- Match des étoiles de la ligue majeure de baseball, 9 juillet 1963
- Match des étoiles de la ligue majeure de baseball, 9 août 1981
- Great Lakes Bowl, 6 décembre 1947
- Concerts de The Jacksons les 19 et 20 octobre 1984 dans le cadre de leur Victory Tour devant 64.000 spectateurs.

## Dimensions
- Left Field (Champ gauche) - 322 pieds (98.1 mètres)
- Left-Center - 385 ' (117.3 m)
- Center Field (Champ central) - 400 ' (121.9 m)
- Right-Center - 385 ' (117.3 m)
- Right Field (Champ droit) - 322 ' (98.1 m)
- Backstop - 60 ' (18.2 m)

## Galerie

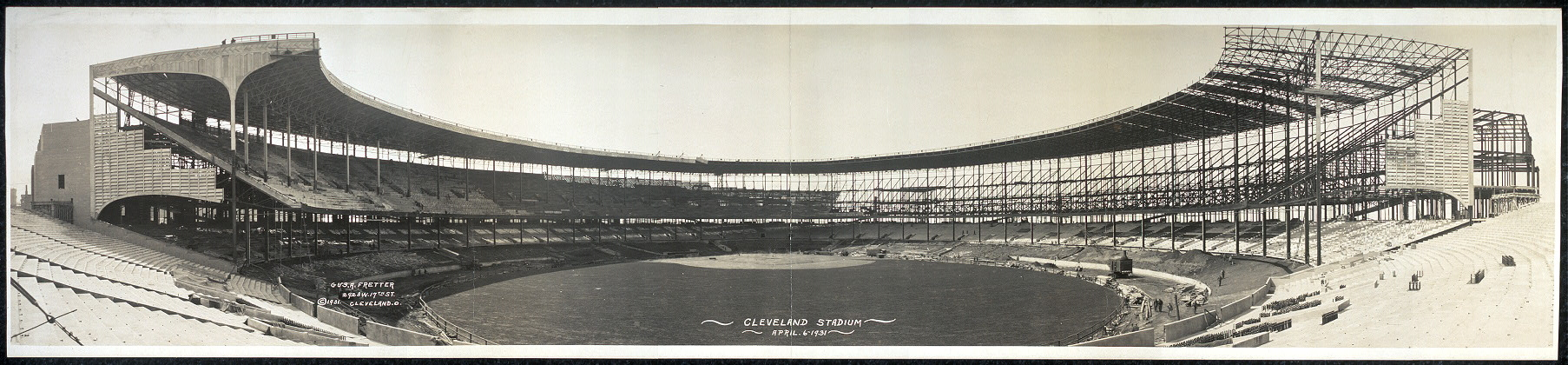
En construction (1931)
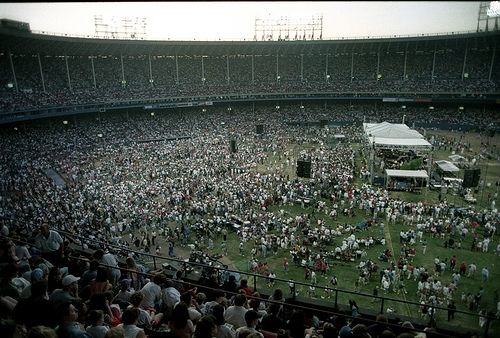
Billy Graham Crusade (11 juin 1994)